# Longos (Guimarães)
Santa Cristina de Longos es una freguesia portuguesa del concelho de Guimarães, con 7,05 km² de superficie y 1.699 habitantes (2001). Su densidad de población es de 241,0 hab/km².